# 人でなしの恋
『人でなしの恋』（ひとでなしのこい）は、作家江戸川乱歩が1926年（大正15年）に発表した短編小説。ピグマリオニズムの作品としてのちの『押絵と旅する男』に通じるものがある。
乱歩によると、この作品は読者にも編集者にもあまり評価されなかったが、乱歩自身のお気に入りの一つである。

## 登場人物
京子
本編の語り手。彼女の一人称による回想で物語はかたられる。
門野
京子の住む町の旧家の一人息子。京子を嫁に迎える。陰性な美男子。

## あらすじ
京子という名の婦人が10年前に死んだ先の夫のことを語る。10年前、19歳のときに京子は同じ町の旧家門野家へ嫁ぐ。夫は非常な美男子だが、どこか病的で変人、人嫌い、女嫌いとの噂であった。が、結婚するや京子を案外と可愛がってくれるので、京子は幸せに有頂天になっていた。それがおかしいと思い出したのは結婚半年後からのことで、夫は自分のほうに心を向けていないと京子は感じだしはじめる。現に夫は夜中に起きてどこかへ行く。京子がある夜つけてみると、夫の行き先は土蔵の2階で、鍵を閉めた中から夫と女の密会の声が聞こえてくる。ところがその部屋から出てきたのは夫だけである。京子は鍵を盗んで昼間にそこを探ってみるが古い骨董、長持などがあるだけで、抜け道などない。しかし何度か夫と女の密会を盗み聞きしているうちに京子は、密会の最後に長持の閉まるような音を聞く。再びひとり踏み込んだ京子は、そこに白木の箱にはいった、江戸時代の精巧な京人形を見つける。これが夫の恋の相手だった、女の声は夫が声色を変えて出していたのだと悟った京子は、嫉妬のために、その人形を叩き潰す。その夜、また夫が土蔵の2階に向かう。叱られてもいいと腹をくくっていた京子だったが、胸騒ぎを感じ、土蔵に行ってみる。夫は叩き潰された人形の上に折り重なり、日本刀で血まみれになって死んでいた。

## 映像化

### 映画

#### 1995年版
松浦雅子監督により映画化。1995年に公開されている。
- 京子：羽田美智子
- 門野：阿部寛

#### 2022年版
井上博貴監督により映画化。2022年6月25日に公開されている。R-15作品。
- 門野京子：兎丸愛美
- 門野慧：細田善彦

- 野村健太郎：渋江譲二
- 岸田冴子：上野なつひ
- 河野里桜： 織田美織

### テレビドラマ
2018年12月30日、NHK BSプレミアム、「満島ひかり×江戸川乱歩」内でドラマ化。演出・渋江修平
- 京子：満島ひかり
- 門野：高良健吾

## 引用
- 特撮テレビ番組「ウルトラQ dark fantasy」の第24話『ヒトガタ』はこの作品を原案にしたもの[要出典]。

## 漫画化
JETが本作を漫画化している。JETは同じ江戸川乱歩の「黒蜥蜴」、「赤い部屋」も漫画化しており、『明智小五郎・黒蜥蜴』（ソノラマコミック文庫・朝日新聞社、2008年8月、ISBN 9784022671813）に合わせて収録されている。